# 千葉県看護協会
公益社団法人千葉県看護協会（こうえきしゃだんほうじんちばけんかんごきょうかい、英称：Chiba Nursing Association）は、千葉県知事所管の千葉県の看護師を会員とする公益社団法人。

## 本部所在地
千葉県看護会館：〒261-0002 千葉県千葉市美浜区新港294-4

## 訪問看護ステーション
- ちば訪問看護ステーション 
  - 〒261-0002 千葉市美浜区新港249-4